# Onthophagus latevittatus
Onthophagus latevittatus là một loài bọ cánh cứng trong họ Bọ hung (Scarabaeidae).